# Plena Manlibro de Esperanta Gramatiko
Plena Manlibro de Esperanta Gramatiko (PMEG) o Manual complet de gramàtica esperantista és un llibre que descriu la gramàtica de l'esperanto d'una manera fàcil d'entendre. Bertilo Wennergren n'és l'autor principal i està pensat sobretot per a parlants estàndards d'esperanto que en volen estudiar amb detall la gramàtica, el vocabulari, l'escriptura i la pronunciació.
A l'hora d'explicar la gramàtica, el llibre opta per usar una terminologia pròpia a l'esperanto, en lloc d'emprar els termes gramaticals clàssics i internacionals. Així, per exemple, parla d'o-vortoj, ‘paraules en -o’ en lloc de dir-ne «substantius», o de rolvortetoj, ‘mots relacionals’, en lloc de «preposicions». Aquests termes gramaticals es podrien considerar més adequats per descriure l'esperanto que no pas els termes tradicionals en el sentit que, per exemple, segons les gramàtiques tradicionals, les paraules tiu (‘aquest, aquell’), ambaŭ (‘tots dos, ambdós’) i ties (‘d'aquest, d'aquell, d'ell, llur’) serien adjectius, però en esperanto es comporten de manera molt diferent als adjectius que acaben en «a»; en aquest sentit, és més ajustat al carácter de la llengua emprar el concepte a-vortoj, ‘paraules en -a’, que agrupa paraules que es comporten de manera semblant, que no pas el terme «adjectius».
Tot i que el llibre es defineix com una obra conservadora, que en molts llocs defensa una versió de la llengua basada en els textos fundacionals de l'esperanto, en contra d'algunes propostes de reforma, també presenta usos i desenvolupaments moderns, fins i tot alguns que hom podria considerar massa trencadors.
El PMEG és sobretot un tutorial pràctic i, en aquest sentit, no pretén ser un treball teòric per a lingüistes, a diferència de la Plena Analiza Gramatiko (‘Gramàtica Analítica Completa’), que fins a l'aparició del PMEG era considerat el projecte de recerca més important sobre la gramàtica de l'esperanto.

## Edicions en paper
Del 1995 al 2005, PMEG només existia en format digital a Internet, però des del 2005 també se'n pot comprar la versió en paper, publicada per la Lliga Nord-americana d'Esperanto. El 2020, E@I, en col·laboració amb La Ranetoj, va publicar-ne una segona edició en paper.
- Wennergren, Bertilo. Plena Manlibro de Esperanta Gramatiko.  El Cerrillo, Califòrnia: Esperanto-Ligo por Norda Ameriko, 2005. ISBN 0939785072.
- Wennergren, Bertilo. PMEG 2020.  s.l.: E@I i La Ranetoj, 2020. ISBN 978-91-970515-3-8.

## Curiositats
Tot i que l'abreviatura del títol, PMEG, s'hauria de pronunciar po-mo-e-go, molts la pronuncien pomego, que en esperanto vol dir ‘poma gran’. És per això que el logo del web del projecte és una poma.